# 雅各布·琼斯号护航驱逐舰
雅各布·琼斯号护航驱逐舰（英語：USS Jacob Jones，舷号：DE-130），是美国海军于第二次世界大战期间建造的一艘埃德索尔级护航驱逐舰，其舰名取自1812年战争及第二次巴巴利战争期间的雅各布·琼斯。
雅各布·琼斯号由L·W·黑塞尔曼（L. W. Hesselman）女士冠名，于1942年6月26日在德克萨斯州奥兰治联合钢铁厂铺设龙骨，随后于11月1日下水。1943年4月29日，该舰正式服役。

## 设计与装备
埃德索尔级护航驱逐舰的设计与巴克利级护航驱逐舰类似，均采用长船体并建造有较高的舰桥。该级护航驱逐舰配备3英寸（76毫米）50倍径单装主炮，后续曾计划更换为5英寸（127毫米）38倍径主炮，但最终没有实际执行。该级护航驱逐舰由4台费尔班克斯-莫尔斯38D8-1/8-10内燃机提供动力，总功率最高可达6000匹马力，最高航速21节。其燃料舱可携带312吨重油，在12节航速下航程可达11000海里。此外，该级舰船还配备有较完善的侦查搜索系统，包括SL或SU水面雷达、SA对空雷达、QC声呐系统以及用于监听潜艇无线电的HF/DF天线。

## 服役历史
1943年5月13日，雅各布·琼斯号驶往百慕大海域进行试航调整，随后于7月7日抵达南卡罗来纳州查尔斯顿。18日，她再次启程前往罗德岛州纽波特，为即将到来的护航任务做准备。一周后，她跟随一支由美国海军舰船及海岸警卫队巡逻舰组成的舰队前往北非支援盟军在地中海的作战。8月7日，雅各布·琼斯号完成了其首次反潜任务，她在2轮攻击中共投下13枚深水炸弹。13日，她抵达法属摩洛哥卡萨布兰卡，一周后，她跟随第64特遣舰队返回美国。
9月5日，雅各布·琼斯号顺利抵达纽约，之后她于当地进行了检修。16日，她与哈曼号护航驱逐舰及罗伯特·E·佩里号护航驱逐舰一同前往缅因州卡斯科进行反潜训练。21日，她启程前往弗吉尼亚州诺福克，随后于25日加入UGS-19护航编队前往卡萨布兰卡。10月12日，编队抵达目的地，雅各布·琼斯号随即投入当地反潜作战。19日，她护送一批船只由直布罗陀返回美国并于11月6日抵达诺福克，随后她前往布鲁克林造船厂进行为期10天的检修。23日，她再次前往诺福克至卡萨布兰卡航线，护送一支由64艘船只组成的船队前往北非。12月10日，她开始在北非海域巡逻，随后跟随GUS-24护航编队返回美国。
1944年1月24日，雅各布·琼斯号护送满载战机的卡德号护航航空母舰前往欧洲，为诺曼底登陆做先期准备。3月1日，她返回诺福克，之后继续护送船只前往英国。28日，她与其他5艘护航驱逐舰一同护送一支船队由纽约前往北爱尔兰，后于4月7日抵达莫维尔。6天后，她又由德里护送28艘船只返回美国并于23日抵达纽约。5月13日，她与17艘护航船只一同护送44艘商船驶往北爱尔兰，6月8日，她又跟随一支返航船队返回纽约。
此后的12个月内，雅各布·琼斯号在北大西洋执行了20次护航任务，其始发地一般为纽约或波士顿，目的地则包含北爱尔兰的德里、莫维尔，英格兰的利物浦、南安普顿、普利茅斯，法国的勒阿弗尔、瑟堡等。她驻留美国本土期间一般会前往缅因州或长岛海域进行训练，驻留欧洲时则会在港口及沿岸海域进行反潜巡逻。
雅各布·琼斯号在德国无条件投降3周后跟随船队离开南安普顿返回美国。1945年6月8日，她驶入布鲁克林造船厂进行大修，30日，她离开纽约前往古巴关塔那摩湾，于当地接受为期2周的反潜和岸防炮击训练。7月19日，她启程前往巴拿马运河并于3天后进入太平洋，31日，她顺利抵达加利福尼亚州圣迭戈港。
8月9日，雅各布·琼斯号启程前往珍珠港并于16日抵达，随后她于当地接受反潜训练。9月4日，她载着108名乘客返航美国西岸，10日，她顺利抵达洛杉矶并在圣佩德罗放下乘客。12日，她再次启程南下并于20日经巴拿马运河进入大西洋，25日，她成功抵达南卡罗来纳州查尔斯顿。
10月24日，雅各布·琼斯号离开查尔斯顿，2天后，她抵达佛罗里达州圣约翰河口，随后逆流而上前往格林科夫斯普林斯。1946年7月26日，雅各布·琼斯号正式退役，转入美国大西洋预备舰队，此后她一直被封存在德克萨斯州奥兰治。1971年1月2日，雅各布·琼斯号自美国海军除籍，随后于次年8月22日出售拆解。

## 荣誉
雅各布·琼斯号在其服役期间所获荣誉如下：
|  | Bronze star |

| 美国战役奖章 | 欧洲-非洲-中东战役奖章 （1枚战斗之星） | 第二次世界大战胜利奖章 |

## 历任舰长
| 姓名         | 译名                   | 军衔         | 所属军种       | 任职时间                   |
| ------------ | ---------------------- | ------------ | -------------- | -------------------------- |
|              | 瓦尔顿·比尔兹利·海因兹 | 少校         | 美国海军预备役 | 1943年4月29日              |
|              | 斯坦利·H·约翰逊        | 少校         | 美国海军预备役 | 1943年10月1日              |
|              | 弗兰克·L·沙利文        | 上尉         | 美国海军预备役 | 1944年12月12日             |
|              | 杰拉德·亨利·德里克斯   | 上尉         | 美国海军预备役 | 1945年3月15日              |
| （资料缺失） | （资料缺失）           | （资料缺失） | （资料缺失）   | 1945年10月31日             |
|              | 威廉·L·托宾            | 中尉         | 美国海军预备役 | 1946年3月21日              |
|              | 厄尔·R·米贾卡          | 中尉         | 美国海军预备役 | 1946年7月2日-1946年7月26日 |
| 参考文献：   |                        |              |                |                            |